# بیت جن
بیت جن (به عربی: بیت جن) یک منطقهٔ مسکونی در سوریه است که در منطقة قطنا واقع شده‌است.

## خصوصیات
بیت جن ۲٬۸۴۶ نفر جمعیت دارد.